# Os Nove Anciões
Os Nove Anciões foram os animadores centrais da The Walt Disney Company, alguns dos quais mais tarde se tornaram diretores, e criaram alguns dos desenhos animados mais famosos da Disney, de Branca de Neve e os Sete Anões até The Rescuers, e foram referidos como tal pelo próprio Walt Disney. Todos os membros do grupo estão falecidos, o primeiro sendo John Lounsbery que morreu em 1976 de insuficiência cardíaca e o último sendo Ollie Johnston, que morreu em 2008 de causas naturais, e todos têm sido reconhecidos como Disney Legends.

## Membros
- Les Clark (17 de novembro de 1907 - 12 de setembro de 1979), cuja especialidade era animar o rato Mickey.
- Marc Davis (30 de março de 1913 - 12 de janeiro de 2000), desenvolveu e animou personagens como Bambi, Malévola, Aurora e Cruella de Vil.
- Ollie Johnston (31 de outubro de 1912 - 14 de abril de 2008), seu trabalho incluem as meias-irmãs de Cinderela, Sr. Smee de Peter Pan e Príncipe John de Robin Hood.
- Milt Kahl (22 de março de 1909 - 19 de abril de 1987), ele animou vários heróis como Pinóquio, Tigrão, Peter Pan, e vilões como Shere Khan em The Jungle Book, Edgar em Aristocats e Madame Medusa em The Rescuers.
- Ward Kimball (4 de março de 1914 - 8 de julho de 2002), seus trabalhos incluem Jiminy Cricket em Pinóquio, Lucifer, Jaq e Gus em Cinderela, Chapeleiro Louco e Gato de Cheshire em Alice no País das Maravilhas.
- Eric Larson (3 de setembro de 1905 - 25 de outubro de 1988), notáveis trabalhos incluem Peg em A Dama e o Vagabundo, os Vultures em The Jungle Book, animar a sequência de voo do Peter Pan, e Brer Rabbit, Brer Fox, e Brer Bear em A Canção do Sul.
- John Lounsbery (9 de março de 1911 - 13 de fevereiro de 1976), alguns trabalhos importantes incluem J. Worthington Foulfellow e  Gideon em Pinóquio; Ben Ali Gator em Fantasia; George Darling em Peter Pan; Tony, Joe em A Dama e O Vagabundo; Reis Stefan e Hubert em A Bela Adormecida; Os elefantes em The Jungle Book, e vários outros.
- Wolfgang Reitherman (26 de junho de 1909 - 22 de maio de 1985), atuando mais como diretor após sua promoção, tendo dirigindo sequências de A Bela Adormecida, alguns trabalhos animados de Reitherman incluem: Monstro de Pinóquio, O Cavaleiro Sem Cabeça (em The Adventures of Ichabod and Mr. Toad), o Crocodilo (em Peter Pan), e o Rato (em A Dama e o Vagabundo).
- Frank Thomas (5 de setembro de 1912 - 8 de setembro de 2004), animou vários vilões como a Madrasta Má de Cinderela, a Rainha de Copas em Alice no País das Maravilhas e Capitão Hook em Peter Pan.